# Burgwall Zislow
Der Burgwall von Zislow, einer Gemeinde im Landkreis Mecklenburgische Seenplatte, befindet sich am westlichen Ufer des Großen Pätschsees auf einem natürlichen Bergsporn. Der slawische Burgwall ist eine der seltenen Höhenburgen in Mecklenburg aus der älteren Slawenzeit des 7. bis 9. Jahrhunderts.
Der Burgwall besteht aus einer ca. 8100 m² großen Hauptburg, sowie einer südlich angrenzenden 8400 m² großen Vorburg. Die Wallanlagen beider Burgteile waren nach Süden ausgerichtet, da die restlichen Seiten durch steile Hänge und Niederungen auf natürliche Weise gesichert waren. Eigenartig an der gesamten Burgfläche ist, dass sie nicht eben war, sondern einen Höhenunterschied von 10 m hat! Vor- und Hauptburg hatten jeweils einen höher gelegenen Westteil und einen niedriger gelegenen Ostteil. Man kann hier also von einer terrassenartigen „Ober- und Unterburg“ sprechen und das jeweils für die Vor- und Hauptburg. Untersuchungen von 1959 zeigten, dass in der Bronzezeit an gleicher Stelle eine Siedlung bestand. Heutige Walleinschnitte sind moderner Art und stammen nicht aus der Slawenzeit.
Die Bewohner der einstigen Holz-Erde-Burg gehörten zum Großstamm der Wilzen, die zu dieser Zeit das östliche Mecklenburg besiedelten. Möglicherweise wurde die Anlage von der Bevölkerung nur in Kriegszeiten genutzt, da man der Landwirtschaft und Viehzucht nur außerhalb der Burg nachgehen konnte.